# Шуцманшафт (Третій Рейх)
Шуцманшафт, або шутцманшафт (нім. Schutzmannschaft), скор. Шума (нім. Schuma), від нім. Schutz — захист, Mannschaft — команда) — «охоронні команди», особливі підрозділи, спочатку у складі допоміжної поліції Третього Рейху на окупованих територіях в роки Другої світової війни. Як правило, формувалася з місцевого населення і військовополонених, які діяли під безпосереднім керівництвом німців як «оперативні каральні батальйони» разом з іншими німецькими частинами. Окремі підрозділи згодом переведені до складу СД та СС.

## Історія і причини створення
Були найпоширеніші на колишніх польських територіях, у західній частині Радянського Союзу і в країнах Балтики.
Виникненню таких формувань в Україні і Білорусі значною мірою сприяли національний фактор і події недалекого минулого, коли в 1939—1940 рр. населені українцями та білорусами східні райони Польщі були приєднані до СРСР і піддані насильницькій радянізації із застосуванням найжорстокішого терору. Тому в західних областях відзначався особливо високий, порівняно з іншими окупованими територіями, рівень антирадянських настроїв серед місцевого населення.
Вже влітку 1941 р. на окупованих територіях України виникли численні частини місцевої самооборони. Їх кістяк склали учасники націоналістичних формувань, багато з яких боролися проти Радянської влади ще напередодні війни, а також військовополонені та цивільні місцеві жителі. Утім, уже з осені 1941 року, німці почали репресії проти націоналістів взагалі і в цих формуваннях зокрема і їх вплив був зведений до мінімуму.
Санкціоновані німецькою військовою адміністрацією, ці частини існували під різними назвами, такими, як:
- «місцева міліція» (нім. Ortsmilitz)
- «служба порядку» (нім. Ordnungsdienst)
- «громадянське ополчення» (нім. Burgerwehr)
- «самозахист» (нім. Selbstschutz)

Частини були покликані підтримувати порядок, а також боротися з радянськими партизанами і залишками Червоної Армії, що потрапили в оточення.
У листопаді 1941 р. всі сформовані в райхскомісаріатах «Остланд» і «Україна» з місцевого населення охоронні і поліцейські частини були об'єднані в так звану «допоміжну службу поліції порядку» (скорочення — «Шума», «Шутцм») (нім. Schutzmannschaft der Ordnungspolizei, Schuma, Schutzm.) 
 Ці частини були інтегровані в командну структуру СС — «Поліція порядку» (нім. Ordnungspolizei, OrPo, Orpo). 
Весь особовий склад ділився на чотири категорії:
1. Schutzmannschaft-Einzeldienst — «Індивідуальна служба» для охорони порядку в:
  1. містах — охоронна поліція (Schutzpolizei);
  2. сільській місцевості — жандармерія (Gendarmerie).
2. Schutzmannschaft-Bataillonen — батальйони допоміжної поліції, серед яких були:
  1. Schutzmannschaft-Front-Bataillonen — бойові;
  2. Schutzmannschaft-Wach-Bataillonen — вартові;
  3. Schutzmannschaft-Ersatz-Bataillonen — резервні;
  4. Schutzmannschaft-Pionier-Bataillonen — інженерні;
  5. Schutzmannschaft-Bau-Bataillonen — будівельні.
3. Feuerschutzmannschaft — пожежна охорона.
  1. Команда пожежної охорони складалася з місцевих пожежників. 
 Відомо принаймні одне місце в Німеччині де був тренувальний табір для них — це Гамбург-Нойграбен-Фішбек.
4. Hilfsschutzmannschaft — допоміжна охоронна служба, створені на вимогу німецької влади команди для виконання будь-яких господарських робіт, охорони таборів військовополонених та т. д.

Члени Шуцманшафт носили німецьку військову форму, але з особливими знаками розрізнення, на рукаві мали нашивку з написом «Treu Tapfer Gehorsam» — «Вірний, Хоробрий, Слухняний».
Загальна чисельність української охоронної поліції досягала 35 тисяч осіб.

## Найвідоміші батальйони Шуцманшафту, в яких служили українці

### 109-й батальйон
109-й батальйон охоронної поліції (нім. 109 Batalion Schutzmannschaft / SchutzmannschaftsBtl 109) — підрозділ охоронної поліції. Сформовано в жовтні 1941 року у Вінниці з військовополонених РСЧА і добровольців — представників різних національностей і регіонів України. В лютому 1942 до них приєдналися дві сотні Буковинського куреня.
Ця Подільська група, що складалася переважно з вижниччан,[уточнити] була найбільшою похідною формацією з тих, котрі вийшли з лав Буковинського Куреня і діяли самостійно у Східній Україні, і які не входили до німецьких військових структур. Перед ними було поставлено завдання формувати місцеві органи українських адміністрацій, шкіл, курсів, організовувати громадсько-політичне життя Поділля. За відпрацьованим планом ці дві сотні людей були роззосереджені відповідно до своїх організаційних функцій по різних населених пунктах і, як правило, компактних загонів не складали. Керував роботою буковинців на Поділлі Юрій Андрук («Буревій»).
Наприкінці зими 1942 р. німці стали вимагати списки тих, хто прийшов на Східну Україну з Галичини чи з Буковини. Щоб уникнути німецьких переслідувань, члени Подільської групи зголосилися добровольцями до 109-го батальйону генерала Івана Омеляновича-Павленка, молодшого брата генерала УНР Михайла Омеляновича-Павленка.
Це не врятувало від арешту в квітні 1942 р. і довготривалого ув'язнення в житомирській тюрмі Юрія Андрука. Вдруге його було заарештовано німцями в січні 1944 р., однак йому вдалося втекти з тюрми в час радянського наступу і перебратися до Галичини.
У 1944 році був виведений в Тернопіль, де 200 бійців пішли в ліс до лав УПА.

### 115-й батальйон охоронної поліції
115-й батальйон охоронної поліції(нім. 115 Batalion Schutzmannschaft / SchutzmannschaftsBtl 115) — підрозділ охоронної поліції. Сформовано в кінці 1941 року в Києві з особового складу Буковинського куреня і з військовополонених РСЧА.
Командиром батальйону призначений майор Пфаль, заступником — гауптман Поль. У кожну сотню (роту) і чоту (взвод) офіцерами призначені один німець та один українець.
Військовослужбовці батальйону (в основному, колишні військовополонені-українці, в тому числі, зі складу польської і Червоної Армії) в січні були обмундировані у військову литовську уніформу, в лютому їм були видані гвинтівки, і вони почали нести службу по охороні порядку в Києві. Буковинці, які влилися до складу батальйону, були розкидані по різних сотнях, без утворення окремого підрозділу.
Спочатку батальйон розміщувався в Києві на вул. Левашовській (тепер вул. Шовковична) в колишніх приміщеннях міліції.
На відміну від синьо-жовтих нарукавних пов'язок, які носили члени Буковинського куреня, стрільці батальйону повинні були носити білі пов'язки зі своїм порядковим номером (№ 1 — у командира батальйону). До якогось часу допускалися тризубці на головних уборах, які військовослужбовці батальйону отримували від своїх друзів з підпілля, але незабаром були змушені зняти і їх.
Військовослужбовці займалися військовою муштрою і охороною артилерійського парку біля Києво-Печерської Лаври.
Одночасно проводилися гоніння на націоналістичні елементи в батальйоні, в основному на буковинців та галичан. Жоден з них не був підвищений на керівні посади, а в травні німцями були проведені масштабні арешти «західняків». "Десь під час Зелених Свят німці заарештували всіх офіцерів, буковинців і галичан, було багато заарештовано і унтер-офіцерів. Всі були арештовані гестапо з вул. Короленка, 33 (тепер вул. Володимирська), звідки так ніхто і не повернувся ".
Після арештів у батальйоні офіцерів стало не вистачати, і німці підвищили до рангу офіцерів колишніх сержантів Червоної Армії, не призначаючи на ці посади нікого з буковинців або галичан. Сотником третьої сотні був призначений капітан ще царської армії Некрасов. У серпні гестапо здійснило обшук у кількох військовослужбовців, які прийшли в батальйон з похідних груп ОУН, і у сотника Кравця. Шукали антинімецькі націоналістичні листівки, а через кілька днів після цього один з німецьких офіцерів наказав зняти з головних уборів тризуб. Цей наказ — разом з кадровою чисткою — був дуже показовим. В результаті, як відзначав очевидець цих подій «відпали всякі питання про німецьку політику на Україні».
У червні 1942 батальйон поповнився молодими хлопцями у віці близько 20 років з Києва, Білої Церкви, з Черкащини, які були набрані там для вивезення на роботу до Німеччини. На основі однієї з сотень 115-го батальйону, в якому служило багато колишніх членів Буковинського куреня, цього поповнення і військовополонених РСЧА) в липні був сформований ще один, 118-й шуцманшафт батальйон, який спочатку розташовувався в одному дворі зі 115-м по вул. Левашовській. При цьому, фактично, третя рота 115-го батальйону стала першою ротою 118-го батальйону. Після остаточної комплектації в липні 115-й батальйон налічував 350 осіб .
Під час реформування з Києва зникли стрілець Зав'ялець і писар третьої сотні бунчужний Стрілецький — в батальйоні ходили чутки, що вони вирушили до повстанців у волинські ліси. Це були не перші дезертири. Важкі обставини служби в 115-му і 118-м батальйонах і дискримінація західних українців, вже з перших місяців служби спонукали вояків до дезертирства, хоча, як згадував О. Білак, «буковинці думають, що це невигідно, щоб наші дезертирували», тому що їм на зміну приходив червоноармійський і білогвардійський елемент, часто байдужий, і іноді ворожий до всього українського. З іншого боку, близькість українського націоналістичного підпілля та його вплив на особовий склад робили батальйони в очах німців ненадійними в разі їх можливого застосування в Україні. Тому німецьке командування зробило все, щоб віддалити особовий склад українських батальйонів від українського підпілля, позбавивши їх можливості допомагати один одному.
27 серпня 1942 115-й батальйон залишив свої казарми і вирушив на залізничну станцію по вулиці Червоноармійській повз польський костел, по тій же дорозі, по якій 9 місяців тому вступав до Києва Буковинський курінь. Увечері, коли стемніло, 115-й батальйон назавжди покинув Київ, за ними вирушив і 118-й батальйон. Їх відправляли в Білорусь, де вони провели майже два роки в боях з радянськими партизанами.

Нарукавні нашивки 115-го та 118-го батальйонів Охоронної поліції

### 118-й охоронний поліцейський батальйон
118-й охоронний поліцейський батальйон (нім. 118 Batalion Schutzmannschaft / SchutzmannschaftsBtl 118) — підрозділ німецької допоміжної поліції (Schutzpolizei), сформований в липні 1942 р. у Києві на основі однієї з рот 115-го охоронного поліцейського батальйону і з військовополонених РСЧА. З 115-го батальйону були взяті на формування 118-го батальйону близько 100 чоловік. Батальйон був переформовано і поповнено в листопаді 1942 року. Наприкінці 1942-го бійці 118-го батальйону були вивезені на вантажівках у м. Мінськ. З Мінська батальйон був посланий в Плещениці. Після перебування в селі, батальйон перейшов в Еві, польське село, де залишався близько 1 року, тобто з осені 1943 до радянського наступу навесні 1944-го.
Командирами батальйону були колишній майор польської армії Смовський, потім — колишній кадровий майор РККА Іван Шудря.
У грудні 1942 року начальником штабу 118-го поліцейського батальйону став Григорій Васюра, колишній кадровий офіцер — старший лейтенант Червоної Армії. З його ім'ям пов'язують участь батальйону в знищенні жителів білоруського села Хатинь. Операцію в Хатині також проводило німецьке «зондер-з'єднання СС Дірлевангер» (нім. "SS-Sonderregiment Dirlewanger").
У липні 1944 року в результаті відступу німецьких військ з Білорусі 115-й і 118-й охоронні батальйони були перекинуті до Франції для виконання охоронних функцій. Після перекидання ці формування були перейменовані, відповідно, в 62-й і 63-й шуцманшафт батальйони у складі 30-ї гренадерської дивізії СС (2-ї російської) (нім. 30.Waffen-Grenadier-Division der SS (russische Nr. 2). 21 серпня 1944 62-й і 63-й батальйони були об'єднані в єдине формування (62-й батальйон); були призначені нові німецькі командири. Однак вже 27 серпня (в день, призначений німцями для виходу на антипартизанські позиції) батальйон практично в повному складі перейшов на сторону французького руху опору, і був переформований у 2-й український батальйон імені Тараса Шевченка (Le 2 Bataillon Ukrainien des Forces Francaices de L'Interier, Groupement Frontiere, Sous-Region D.2.). 1-й український батальйон їм. Івана Богуна в складі французького руху опору був утворений з 102-го волинського шуцманшафт батальйону.
Після звільнення території Франції, обидва батальйони увійшли до складу 13-ї напівбригади і маршового полку французького іноземного легіону, в рядах якого воювали до кінця війни. Після війни деякі з бійців продовжили службу в Іноземному легіоні.

### 201-й батальйон
201-й батальйон охоронної поліції СД (нім. Schutzmannschaft Battailon 201) («Український легіон») — німецький підрозділ, сформований з легіонерів спеціальних підрозділів «Нахтігаль» і «Роланд», створених Абвером на початку 1941 року, основу яких становили переважно прихильники та члени ОУН(б). Батальйон з березня до грудня 1942 року діяв на території Білорусі. Перший з українських батальйонів, сформованих на території генерал-губернаторства.
До кінця жовтня 1941 року «Український легіон» у складі близько 650 чоловік був перебазований у Франкфурт-на-Одері, де з 25 листопада з його членами почалося укладання індивідуальних контрактів на службу в німецькій армії строком на 1 рік — з 1 грудня 1941 року по 1 грудня 1942 року.
Батальйон формально очолив гауптман Євген Побігущий, (хоча фактичне керівництво здійснював німець — гауптман СД В. Моха.). Формування складалося з чотирьох рот (сотень), командирами яких були сотник Шухевич, сотник Бриґідер, поручник Сидор і поручник Павлик.
З 19 березня 1942 батальйон брав участь в антипартизанських діях на території Білорусі. Найбільш великі сутички з партизанами відбулися 16 і 20 червня, 25 липня і 19 серпня. 29 вересня батальйон втратив 27 осіб.
За 9 місяців перебування в Білорусі, за власними даними, 201-й охоронний батальйон знищив більше 2000 радянських партизанів, втративши 49 осіб убитими і 40 — пораненими.
Одним з останніх повідомлень про дії батальйону в Білорусі є звіт про бій 3 листопада 1942 за 20 км від Лепеля.
Після закінчення терміну контракту, батальйон, який налічував 650 солдатів і сержантів і 22 офіцери-галичанина, був роззброєний і протягом місяця (з 5 грудня 1942 до 14 січня 1943) частинами перекидався до Львова.
Незабаром всі затримані офіцери батальйону були звільнені і приєдналися або до УПА або до 14-ї гренадерської дивізії Ваффен СС «Галичина» — колишній командир Побігущий, після чергового навчання, став командиром батальйону дивізії.
552 охоронний батальйон
552 охоронний батальйон - військовий підрозділ котрий діяв з грудня 1941 до 1945 рр. у Другій світовій війні. Набирали людей з табору біля Хутір - Михайлівська, один взвод дали з Глухівського табору військовополонених у 1942 році, під командуванням Ключарєва 06.01.1942 р., розформована у 1942 році.
Ініціаторами створення роти, за свідченнями колишніх добровольців, стали офіцери РСЧА з числа полонених — майор Георгій Федірович Смориго 1906 р.н., капітан Іван Іванович Затолока 1905 р.н. та поволзький німець Рейнгольд Францевич Шмайке 1903 р.н., який, завдяки походженню, став співробітником адміністрації табору. Набір серед в’язнів проводився на добровільних засадах, їм пропонувалось записуватись у список для роботи на відновленні заводів та доріг, за що ті згодом сподівались отримати свободу.
На Сумщині цим займалась 213-та охоронна дивізія, у розпорядженні якої був 57-й полк ландшуц у складі чотирьох батальйонів — 415-го, 837-го, 380-го та 552-го. Через обмежену чисельність тилових формувань Вермахту, і з ліквідацією всіх радянських державних і суспільних установ, поза основними дорогами і адміністративними центрами утворювався владний вакуум, який треба було чимось негайно заповнювати.
Таким чином, у цей період в райцентрах області у підпорядкуванні 552-го охоронного батальйону Вермахту було створено відразу чотири допоміжних роти: дві «українські» в Глухові та Шостці, і дві «російські» в Новгород-Сіверську та Середина- Буді (остання згодом переведена в Льгов Курської обл. РСФСР). Роту розмістили у Шостці, в будинку по вулиці Карла Маркса, 10.
Всього за короткий час існування «української роти» її солдати здійснили до 12 бойових виїздів у села Шосткинського, Глухівського, Середино - Будського та інших районів Сумщини. В березні 1942 р. «українська рота» спільно з німецькими підрозділами брала участь у штурмах захоплених партизанами селища та залізничної станції Хутір-Михайлівський (Ямпільський район), села Ситне (Середино-Будський район) та ліквідації партизанської бази в селі Волокитине (Путивльський район).

## Відомі вояки та офіцери шуцманшафту
- Хамчук Петро — майбутній курінний УПА, командир 18-го (Чортківського) ТВ «Стрипа».
- Чорній Яків — комендант шуцполіції в Перемишлі та Добромилі. Майбутній командир Військової округи-6 «Сян», яка належала до оперативної групи УПА-Захід.
- Мізерний Мартин — комендант шуцполіції в Сяноку. Майбутній командир ТВ-26 «Лемко».
- Шпонтак Іван — заступник коменданта поліції в Рава-Руській. Майбутній командир ТВ-27 "Бастіон".
- Грабець Омелян — комендант шуцполіції в Рівному. Майбутній командир УПА-Південь.
- Щигельський Володимир — комендант поліції в Яворнику Руському, майбутній командир сотні УПА «Ударники-4», що входила до 2-го Перемиського куреня 26-го Територіального відтинку «Лемко».
- Смовський Констянтин — заступник командира 118-го батальона шуцманшафту. Колишній офіцер Армії УНР.
- Захвалинський Петро — командир Київського куреня.
- Кедюлич Іван — заступний командира Київського куреня, потім комендант поліції київської округи. Майбутній командир тактичних відтинків УПА ТВ-19 «Камінець» та ТВ-25 «Закарпаття».
- Янківський Григорій — комендант шуцполіції в селі Ольшани, майбутній командир сотні «Ударники-7».
- Васюра Григорій — колишній офіцер Червоної Армії, заступник начальника штабу 118-й батальйону шуцманшафту.
- Добробаба Іван — один з «28 героїв-панфіловців», який згодом працював на окупованій території поліцейським. Обіймав посади: шуцмана на станції Ков'яги, потім начальника вартової зміни в селі Перекоп. Після повернення радянської влади знову був на фронті в лавах Червоної армії.

### Відомі вояки та офіцери 201-го батальйону
- Брилевський Василь — майбутній командир загону ім. Хмельницького у ВО «Заграва», начальник вишкільного відділу КВШ УПА-Захід.
- Василяшко Василь — майбутній командир куреня «Галайда» і 12-го (Сокальського) Тактичного відтинку «Климів».
- Гудзоватий Петро — майбутній шеф штабу ВО «Тютюнник» та Східної ВО (з'єднані групи «44»).
- Ковальський Юліан — майбутній сотник УПА (посмертно). Перший начальник штабу УПА на Волині.
- Левицький Микола — майбутній шеф штабу Воєнної Округи УПА «Заграва», інспектор штабу УПА-Північ.
- Линда Остап — майбутній 1-й командир військової округи УПА ВО-2 «Буг».
- Мельник-«Хмара» Петро — майбутній командир куреня «Дзвони» і ТВ-21 «Гуцульщина».
- Побігущий Євген — майбутній полковник УНА, командир полку в 14-й гренадерській дивізії Ваффен СС «Галичина».
- Сидор-Шелест Василь — майбутній полковник УПА, командир оперативної групи УПА-Захід.
- Федик Богдан — майбутній курінний Бережанського куреня, а згодом відділу «Лісовики», командир 18-го (Чортківського) ТВ «Стрипа».
- Харків Віктор-«Хмара» — майбутній командир ВО-1 «Башта».
- Шухевич Роман — майбутній Головнокомандувач УПА.